# RCA端子

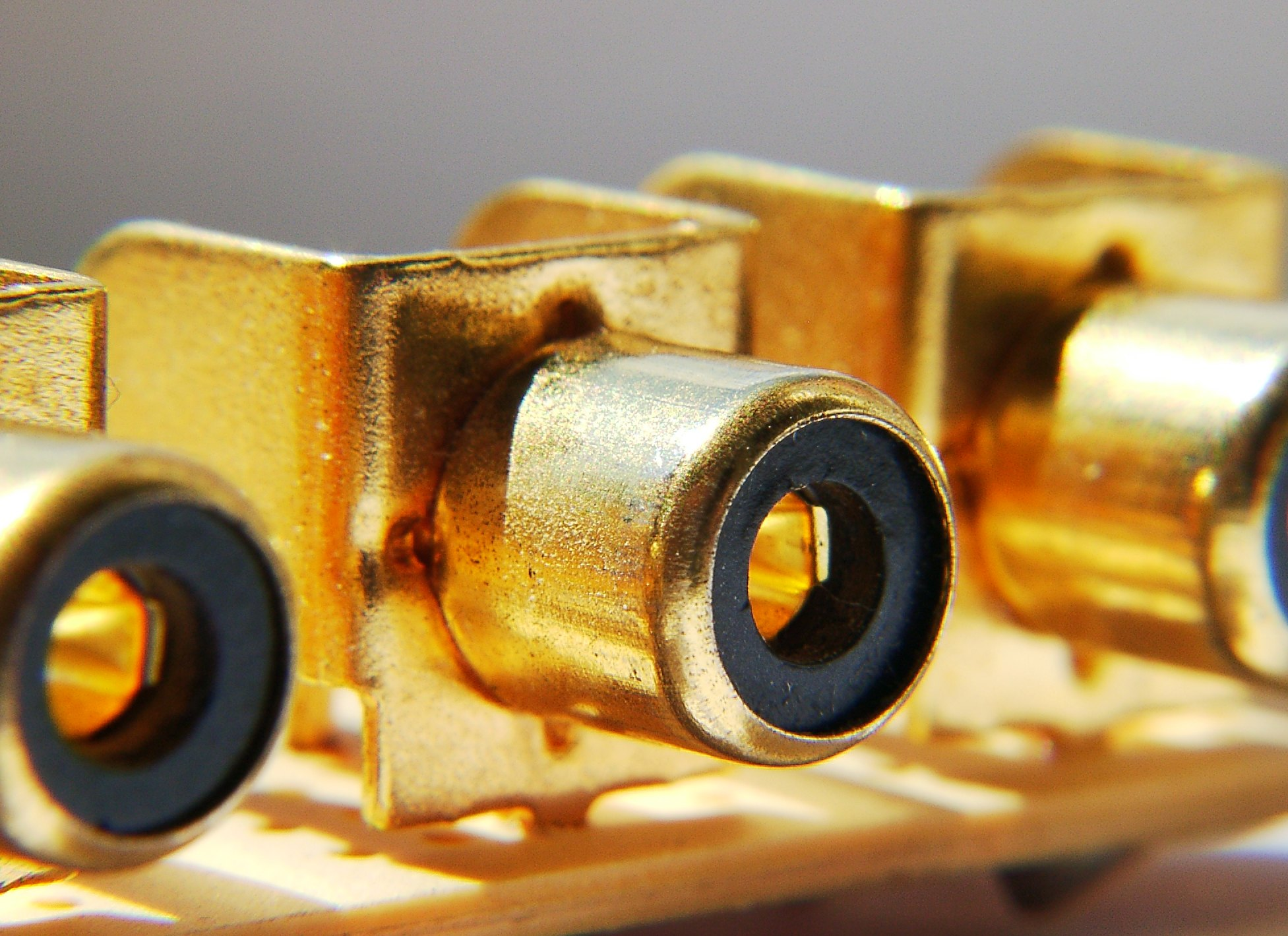
镀金的RCA座/接口

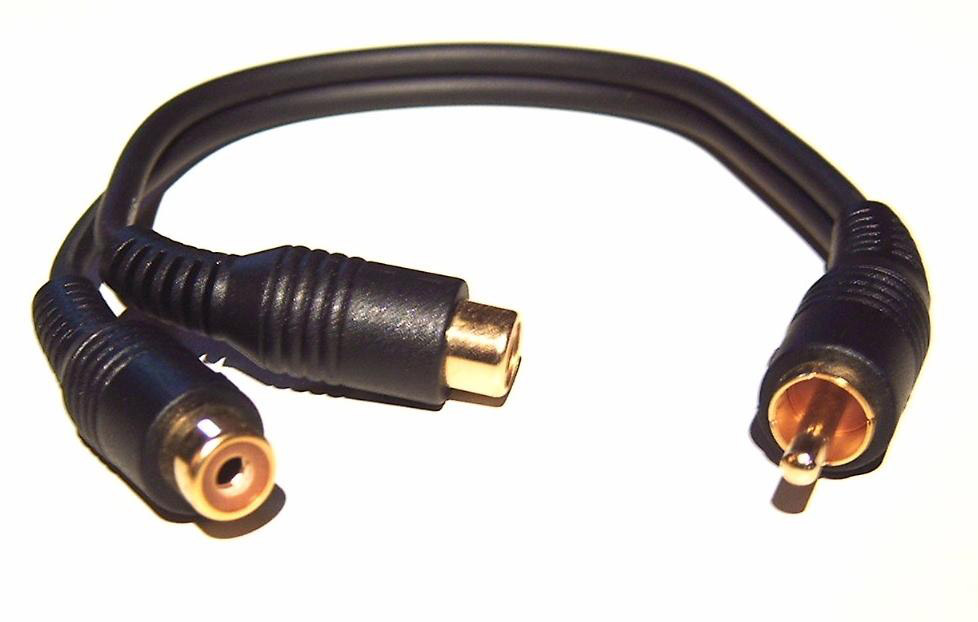
转换器，RCA接头分出两座/接口

RCA端子（RCA jack，或RCA connector），俗称梅花头、莲花头，是一种应用广泛的端子，可以应用的场合包括模拟视频或音频（例：AV端子）、数字音频（例：S/PDIF）与色差分量（例：色差端子）传输等。

## 用途
在最普通用途上，電線兩端均有個標準插頭，存在一個正中央的公頭接端，以環包圍，此環有時因靈活性而捨棄。裝置上則裝有插口，存在一個以金屬內環包圍而正中央的小孔。插口的外環直徑比插頭的較小，以容許插頭穩置插上。插口上內外環之間以絕緣體充填，通常以塑膠充填。
與其他類型端子比較，RCA端子採用有別於起初的目的，包括作為電源端子、無線電端子，以及揚聲器線的端子。非常普遍作為用於AV端子（複合視訊的端子），但其阻抗匹配性能較差。RCA端子及線亦常用於傳送S/PDIF數碼音訊，以橙色插頭作區分，亦稱「同軸線」。
接駁方法為把插頭推入裝置的插口上（俗稱母頭）。訊號傳送的針頭突出於插頭上，通常兩方（指裝置和插頭間）的接地環接觸前，針頭已和插座接觸，在接駁已啟動的聲音裝置時會發出嗡嗡聲或唧唧聲。若插頭半掉出來，會發出持續性噪音。
當用作AV端子時，RCA插頭常以顏色區分，黃色用於複合視訊，模擬立體聲音訊中以白色（或黑色）作左聲道，紅色作右聲道。「黃白紅」這些插口幾乎所有影音器材也有裝置。在電視機上至少有一副「黃白紅」插口，以作接駁攝錄機（透過3.5 mm迷你TRS端子至三個RCA端子，亦稱「迷你RCA」）、數碼相機及家用遊戲機。雖然近乎所有影音端子，包括音訊、複合及色差視訊，及SPDIF數碼音訊，可同用特性阻抗值75歐姆的電線，但市面上有些特別用途的電線，其電阻值會較高。
RCA端子公頭插針直徑為3.70 mm，其環繞的外殼直徑為8.25 mm。

## 缺点
RCA的一个不足表现在，每当需要一个独立的信号，就需要有一个独立的线缆。线缆多，一方面造成接线的困难，此外，接好线缆之后，杂乱的线缆也影响美观。
为了摆脱令人烦恼的线缆，曾经有难以计数的端子推出，希望能够同时传输音频和视频，但都难以成为一个国际性的标准——值得注意的是——在欧洲，SCART大获成功。

## 起源
RCA端子也被称为“phono connector”，直译为“留声机接口”，因为起初这种端子是设计来连接留声机和无线电接受装置——半导体收音机诞生之前的事情。
美国无线电公司（Radio Corporation of America，RCA）在1930年代的大多收音机中采用了这样的连接方式，也正是这种接头得名的原因。

## 颜色规范
| 模拟音频                   | 左声道／单声道 | 白   |  |
| 模拟音频                   | 右声道         | 红   |  |
| 模拟音频                   | 中置           | 绿   |  |
| 模拟音频                   | 左环绕         | 蓝   |  |
| 模拟音频                   | 右环绕         | 灰   |  |
| 模拟音频                   | 左后环绕       | 棕   |  |
| 模拟音频                   | 右后环绕       | 棕褐 |  |
| 模拟音频                   | 低音单元       | 紫   |  |
| 数字音频                   | S/PDIF         | 橘   |  |
| 複合模擬視訊               | 複合           | 黄   |  |
| 色差模擬視訊（YPbPr）      | Y              | 绿   |  |
| 色差模擬視訊（YPbPr）      | Pb             | 蓝   |  |
| 色差模擬視訊（YPbPr）      | Pr             | 红   |  |
| 色差模擬視訊／VGA (RGB/HV) | R              | 红   |  |
| 色差模擬視訊／VGA (RGB/HV) | G              | 绿   |  |
| 色差模擬視訊／VGA (RGB/HV) | B              | 蓝   |  |
| 色差模擬視訊／VGA (RGB/HV) | H／水平同步    | 黄   |  |
| 色差模擬視訊／VGA (RGB/HV) | V／垂直同步    | 白   |  |

注释：在立体声音频应用中，有可能出现合在一起的 黑+红 或者 白+红 RCA端子，任何情况下，红色都需要接右边。白色在实际应用中可能会被替换成为黑色。